# Unai Iribar
Unai Iribar Jauregi (Ibarra, 12 giugno 1999) è un ciclista su strada spagnolo che corre per l'Equipo Kern Pharma; professionista dal 2023, ha partecipato al suo primo Grande Giro nel 2024, classificandosi 83º alla Vuelta a España.

## Palmarès
- 2021 (Laboral Kutxa-Fundación Euskadi)

Santikutz Klasika Clasica Santa Cruz

## Piazzamenti

### Grandi Giri
- Vuelta a España

2024: 83º

### Competizioni continentali
- Campionati europei su strada

Herning 2017 - In linea Junior: 79º